# ادیت کلفر
ادیت کلفر (آلمانی: Edith Clever؛ زادهٔ ۱۳ دسامبر ۱۹۴۰) بازیگر اهل آلمان است.
از فیلم‌ها یا برنامه‌های تلویزیونی که وی در آنها نقش داشته است می‌توان به زن چپ‌دست، مارکیز او، جوان خام و پارسیفال اشاره کرد.